# Rudolf Richter (Wirtschaftswissenschaftler)
Rudolf Richter (* 28. September 1926 in Berlin) ist ein deutscher Ökonom. Von 1964 bis 1994 war er Professor der Volkswirtschaftslehre an der Universität des Saarlandes.

## Leben
Richter studierte ab 1946 an der Johann Wolfgang Goethe-Universität in Frankfurt und schloss 1949 als Diplom-Kaufmann ab. Mit einer Schrift über die „Verteilung der Nettoinvestitionen auf die Konsumgüter und Produktionsmittel-Industrie“ promovierte er 1951 in Frankfurt zum Dr. rer. pol. Im Jahr 1953 habilitierte er sich in Frankfurt am Main. Seine Habilitationsschrift befasste sich mit dem „Konkurrenzproblem im Oligopol“. Als Stipendiat der Rockefeller-Stiftung (1954) nahm er anschließend Studien an der University of Michigan, am National Bureau of Economic Research, an der Harvard University sowie am Massachusetts Institute of Technology auf.
Von 1951 bis 1953 war Richter wissenschaftlicher Assistent von Professor Heinz Sauermann, danach war er bis 1959 als Privatdozent in Frankfurt tätig. Ebenda lehrte er anschließend als außerplanmäßiger Professor der Volkswirtschaftslehre, bis er 1961 einen Ruf an die Universität Kiel annahm. 1964 wechselte er an die Universität des Saarlandes, wo er trotz mehrerer Rufe angesehener Hochschulen bis zu seiner Emeritierung im Jahr 1994 als ordentlicher Professor für Nationalökonomie, insb. Wirtschaftstheorie tätig war. Von 1971 bis 1973 war er dort Dekan der Rechts- und Wirtschaftswissenschaftlichen Fakultät.
Von 1978 bis 1999 war Richter Herausgeber der Zeitschrift für die gesamte Staatswissenschaft (Journal of Institutional and Theoretical Economics), seit 1999 ist er beratender Herausgeber. Zusammen mit Eirik Furubotn hat er das Standardwerk „Neue Institutionenökonomik. Eine Einführung und kritische Würdigung“ (Mohr Siebeck Verlag) verfasst. Anfang der 1980er Jahre rief er die jährliche Wallerfangen-Konferenz, eine internationale Tagung zur Neuen Institutionenökonomik, ins Leben. Außerdem hat er enge Kontakte zwischen der Universität des Saarlandes und der University of Michigan aufgebaut. In Würdigung seiner Beiträge zur Makroökonomik, Geldtheorie und Institutionenökonomik wurde Richter 1992 von der Universität Mannheim die Ehrendoktorwürde verliehen. Anlässlich seines 80. Geburtstags wurde Richter die Festschrift „Institutions in Perspective“ überreicht.
Richter ist verheiratet und hat zwei Kinder.
Er war Mitunterzeichner des eurokritischen Manifests Die währungspolitischen Beschlüsse von Maastricht: Eine Gefahr für Europa (1992) und des Hamburger Appells (2005).

## Monographien
- Das Konkurrenzproblem im Oligopol (= Volkswirtschaftliche Schriften, Band 12), Duncker & Humblot, Berlin 1954, ISBN 978-3-428-01238-1.
- Preistheorie, 2. Aufl., Gabler, Wiesbaden 1970, ISBN 978-3-409-88492-1.
- mit Ulrich Schlieper, Willy Friedmann: Makroökonomik. Eine Einführung, 4. Aufl., Springer, Berlin und Heidelberg 1981, ISBN 978-3-540-10998-3.
- Volkswirtschaftliche Gesamtrechnung/Volkswirtschaftliche Finanzierungsrechnung/Zahlungsbilanz. Ein Grundriß, 2. Aufl., Gabler, Wiesbaden 1982, ISBN 978-3-409-60602-8.
- Geldtheorie. Vorlesung auf der Grundlage der Allgemeinen Gleichgewichtstheorie und der Institutionenökonomik, 2. Aufl., Springer, Berlin und Heidelberg 1990, ISBN 978-3-540-51750-4 (englisch: Money. Lectures on the Basis of General Equilibrium Theory and the Economics of Institutions).
- Institutionen ökonomisch analysiert. Zur jüngeren Entwicklung auf einem Gebiet der Wirtschaftstheorie, Mohr Siebeck (UTB), Tübingen 1994, ISBN 3825217868.
- mit Eirik G. Furubotn: Neue Institutionenökonomik. Eine Einführung und kritische Würdigung, 4. Aufl., Mohr Siebeck, Tübingen 2010, ISBN 978-3-16-150585-0 (englisch: Institutions and Economic Theory. The Contribution of the New Institutional Economics).[4]
- Deutsche Geldpolitik 1948–1998, Mohr Siebeck (UTB), Tübingen 1999, ISBN 3-825220982.
- Essays on New Institutional Economics, Springer, 2015, ISBN 978-3-319-38636-2.
- Studium und Lehre der Wirtschaftswissenschaften: Westdeutschland nach 1945. Erlebnisse und Gedanken eines ehemaligen Ordinarius für Volkswirtschaft, Mohr Siebeck, Tübingen 2018, ISBN 978-3-16-155667-8.
- Theoretische Volkswirtschaftslehre. Eine persönliche Kurzfassung, 2. Aufl., Tectum, Mannheim 2023, ISBN 978-3-8288-4724-8.